# Rita Reys
Rita Reys, właśc. Rita Maria Everdina Reijs (ur. 21 grudnia 1924 w Rotterdamie, zm. 28 lipca 2013 w Breukelen) – holenderska piosenkarka jazzowa.